# My Own Sunrise
My Own Sunrise è un singolo dei Crash Test Dummies estratto dall'album A Worm's Life nel 1996.

## Tracce
1. My Own Sunrise – 3:30

## Il video
Nel video si vede la band vestita con dei frac che si trova in un surreale mondo pieno di scale.

## CLassifiche
| Classifica (1997)                | Posizione massima |
| -------------------------------- | ----------------- |
| Billboard Canadian Singles Chart | 33                |